# Bahnstrecke Schaftlach–Tegernsee
| Übersicht der Bahnstrecken südlich von Holzkirchen |                       |                         |                         |
| Streckennummer (DB): | 9560                  |                         |                         |
| Kursbuchstrecke (DB): | 957                   |                         |                         |
| Kursbuchstrecke: | 429 (1946) 429 (1944) |                         |                         |
| Streckenlänge: | 12,4 km               |                         |                         |
| Spurweite: | 1435 mm (Normalspur)  |                         |                         |
| Streckenklasse: | C3                    |                         |                         |
| Maximale Neigung: | 30 ‰                  |                         |                         |
| Minimaler Radius: | 145 m                 |                         |                         |
| Streckengeschwindigkeit: | 80 km/h               |                         |                         |
| Zugbeeinflussung: | PZB                   |                         |                         |
| |                       |                         |                         |
| \| \| \| von Lenggries \| \| \| \| 0,0 \| Schaftlach \| 757 m \| \| \| \| nach München \| \| \| \| 4,6 \| Moosrain \| Moosrain \| \| \| 6,3 \| Finsterwald (seit 2018) \| Finsterwald (seit 2018) \| \| \| 7,9 \| Gmund (Tegernsee) \| 735 m \| \| \| \| Mangfall \| \| \| \| 10,2 \| St. Quirin \| St. Quirin \| \| \| 12,4 \| Tegernsee \| 759 m \| \| \| \| \| \| \| Quellen: [2][3] \| \| \| \| |                       |                         |                         |
| Strecke |                       | von Lenggries           | von Lenggries           |
| Bahnhof | 0,0                   | Schaftlach              | 757 m                   |
| Abzweig geradeaus und nach links |                       | nach München            | nach München            |
| Haltepunkt / Haltestelle | 4,6                   | Moosrain                | Moosrain                |
| Haltepunkt / Haltestelle | 6,3                   | Finsterwald (seit 2018) | Finsterwald (seit 2018) |
| Bahnhof | 7,9                   | Gmund (Tegernsee)       | 735 m                   |
| Brücke über Wasserlauf |                       | Mangfall                | Mangfall                |
| ehemaliger Haltepunkt / Haltestelle | 10,2                  | St. Quirin              | St. Quirin              |
| Kopfbahnhof Streckenende | 12,4                  | Tegernsee               | 759 m                   |
| |                       |                         |                         |
| Quellen: |                       |                         |                         |

Die Bahnstrecke Schaftlach–Tegernsee, auch Tegernseebahn genannt, ist eine eingleisige, nicht elektrifizierte Nebenbahn in Bayern. Sie zweigt in Schaftlach von der Bahnstrecke München–Lenggries ab und führt über Gmund nach Tegernsee. Die Infrastruktur wird von der Tegernsee-Bahn Betriebsgesellschaft betrieben, der Zugverkehr von der Bayerischen Oberlandbahn.

## Geschichte

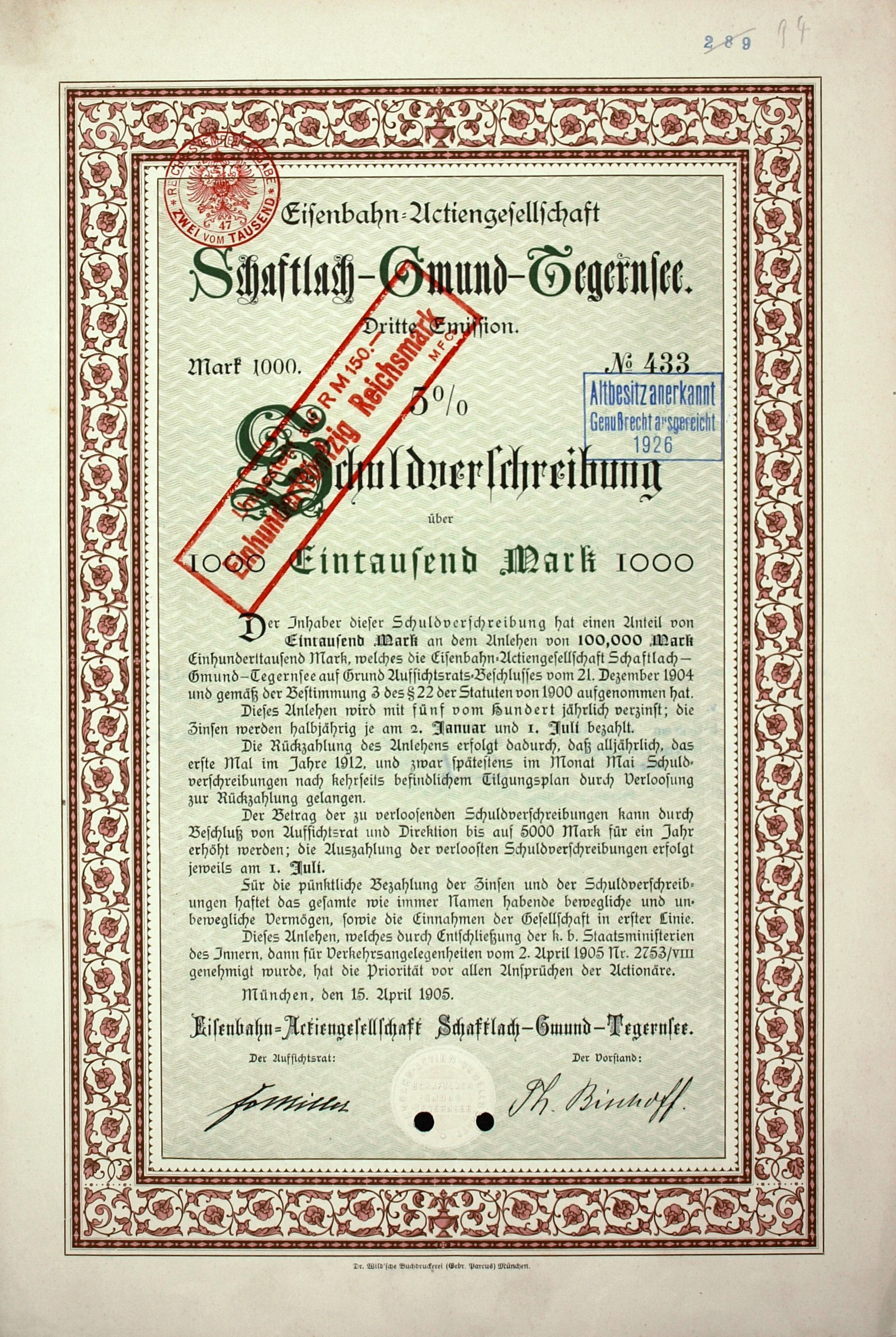
Schuldverschreibung über 1.000 Mark der Eisenbahn-AG Schaftlach-Gmund-Tegernsee vom 15. April 1905

Die Eisenbahn-Actiengesellschaft Schaftlach–Gmund erhielt 1882 von König Ludwig II. die Konzession für Bau und Betrieb einer Bahnstrecke von Schaftlach nach Gmund, die 1883 eröffnet wurde.
1896 wurde die Konzession für eine Verlängerung der Bahnstrecke nach Tegernsee erweitert. 1902 wurde die Strecke bis Tegernsee eröffnet; eine zunächst geplante Verlängerung nach Rottach-Egern kam u. a. wegen erfolgloser Grunderwerbsverhandlungen nicht zustande. Die Eignergesellschaft änderte ihren Namen in Eisenbahn-Actiengesellschaft Schaftlach-Gmund-Tegernsee (EAG).
1942 wurde der Firmenname in Tegernsee-Bahn Aktiengesellschaft (TAG) geändert.
Die drohende Betriebseinstellung im Jahre 1967 konnte nur durch einen Investitionsmittelzuschuss des Freistaats Bayern abgewendet werden.
1983 wurde der Bahnbetrieb auf die neugegründete Tegernsee-Bahn Betriebsgesellschaft mbH (TBG) übertragen. Das Vermögen der Gesellschaft umfasst die Bahnstrecke Schaftlach–Tegernsee mit 12,4 Kilometern Länge und 147.000 m² Fläche, die beiden Bahnhofsgebäude in Gmund und Tegernsee samt Grundstücken von zusammen 35.000 m², zwei unbebaute Seeufergrundstücke mit zusammen 12.000 m² und 2.330 m² mit 33 Wohneinheiten bebauter Grund am Tegernsee.
1998 stellte die TBG den Fahrbetrieb ein. Den Betrieb übernimmt seitdem die Bayerische Oberlandbahn (BOB) im Auftrag der Bayerischen Eisenbahngesellschaft.
1999 verkaufte die TBG den gesamten Schienenfuhrpark, wodurch die Betriebsgesellschaft nur noch als Eisenbahninfrastrukturunternehmen fungiert. Am 20. Dezember 2012 verkaufte die Eigentümerin TAG Immobilien die Tegernseebahn für 11 Millionen Euro an die beiden Gemeinden Tegernsee und Gmund (jeweils 45 Prozent der Anteile) sowie an den Landkreis Miesbach (10 Prozent).

### Zukunftsaussichten
Die Bayerische Staatsregierung beauftragte die Tegernsee-Bahn am 14. Oktober 2024 mit der Entwurfs- und Genehmigungsplanung für eine Elektrifizierung sowie einen Ausbau der Strecke. Dabei sollen ein elektronisches Stellwerk errichtet und die maximale Zuglänge von 108 auf 140 Meter erhöht werden. 2024 war das Ziel der Bayerischen Staatsregierung eine Durchführung der Bauarbeiten in den frühen 2030er Jahren.
Ein durchgeführtes Gutachten im Rahmen des Projektes „Bahnausbau Region München“ befand im Juli 2024 die perspektivische Eingliederung der Strecke in das geplante Regional-S-Bahnnetz für Positiv.

## Streckenbeschreibung

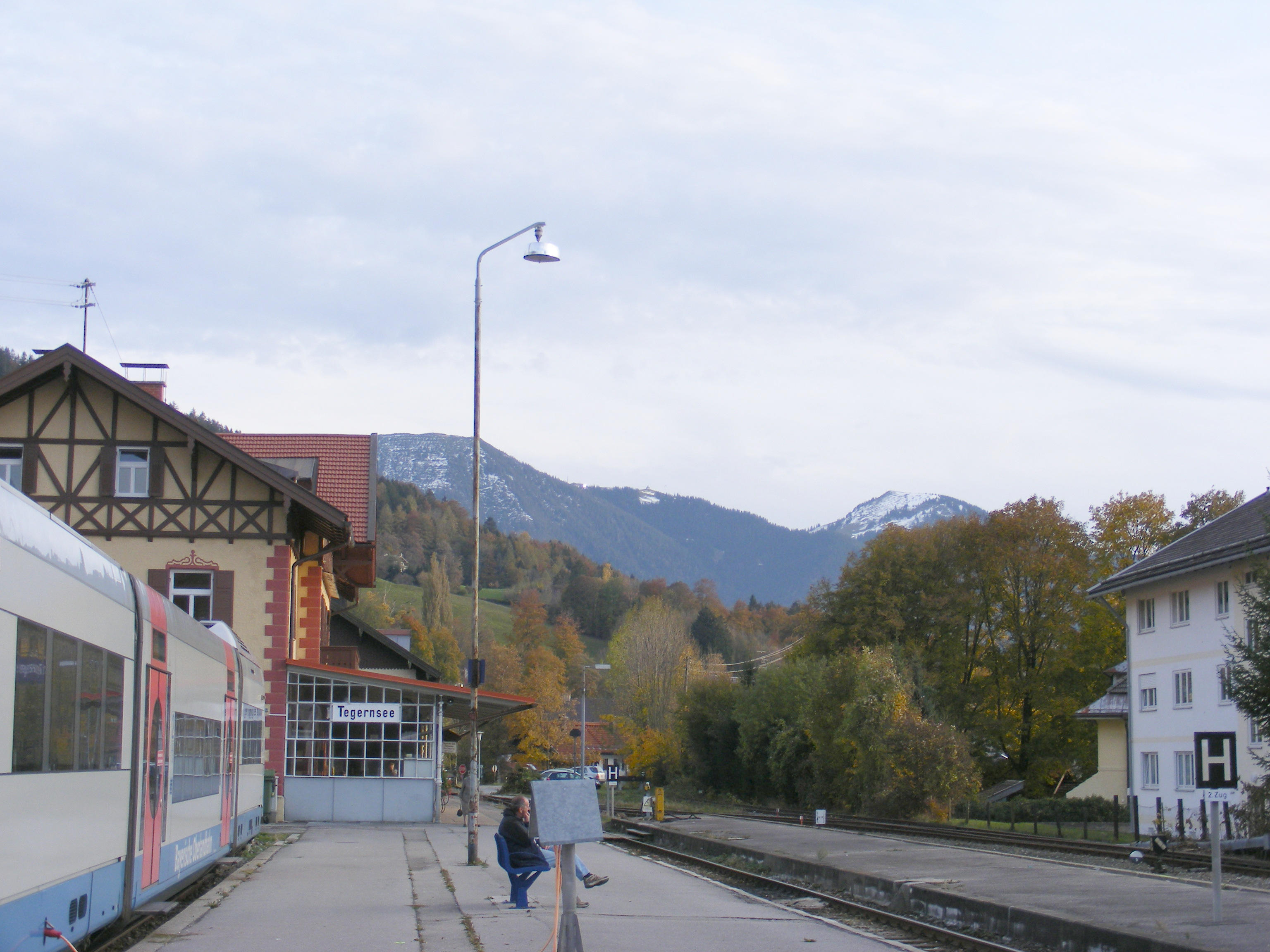
Gleise im Bahnhof Tegernsee

### Verlauf
Die Strecke verlässt den Bahnhof Schaftlach in Richtung Nordosten und führt nach einer Rechtskurve östlich am Ort vorbei. In südöstliche Richtung führend erreicht sie Moosrain und nach einer 1,2 km langen Gefällestrecke sowie einer Schleife den Bahnhof Gmund am Tegernsee. Nach dem Bahnhof wird in einer Rechtskurve die Mangfall überquert und entlang des Tegernsees der Endbahnhof in der gleichnamigen Stadt erreicht.
Die TBG betreibt 15 Bahnübergänge auf der Strecke, davon sind zwölf mit Blinklicht und Halbschranken gesichert, drei nur mit Blinklicht.

### Betriebsstellen

#### Moosrain
Der Haltepunkt liegt im gleichnamigen Ortsteil der Gemeinde Gmund am Tegernsee.

#### Haltepunkt Finsterwald
2017 sollte zur Anbindung des Gmunder Ortsteils Finsterwald und der dort 2014 eröffneten Realschule zwischen Moosrain und Gmund ein neuer Haltepunkt Gmund Finsterwald errichtet werden. Aufgrund hoher Kosten verzögerte sich die Eröffnung um etwa ein Jahr. Der 120 Meter lange Bahnsteig wird seit 21. Oktober 2018 von den Regionalbahnen bedient, die feierliche Einweihung fand erst am 19. November statt.

#### Bahnhof Gmund (Tegernsee)

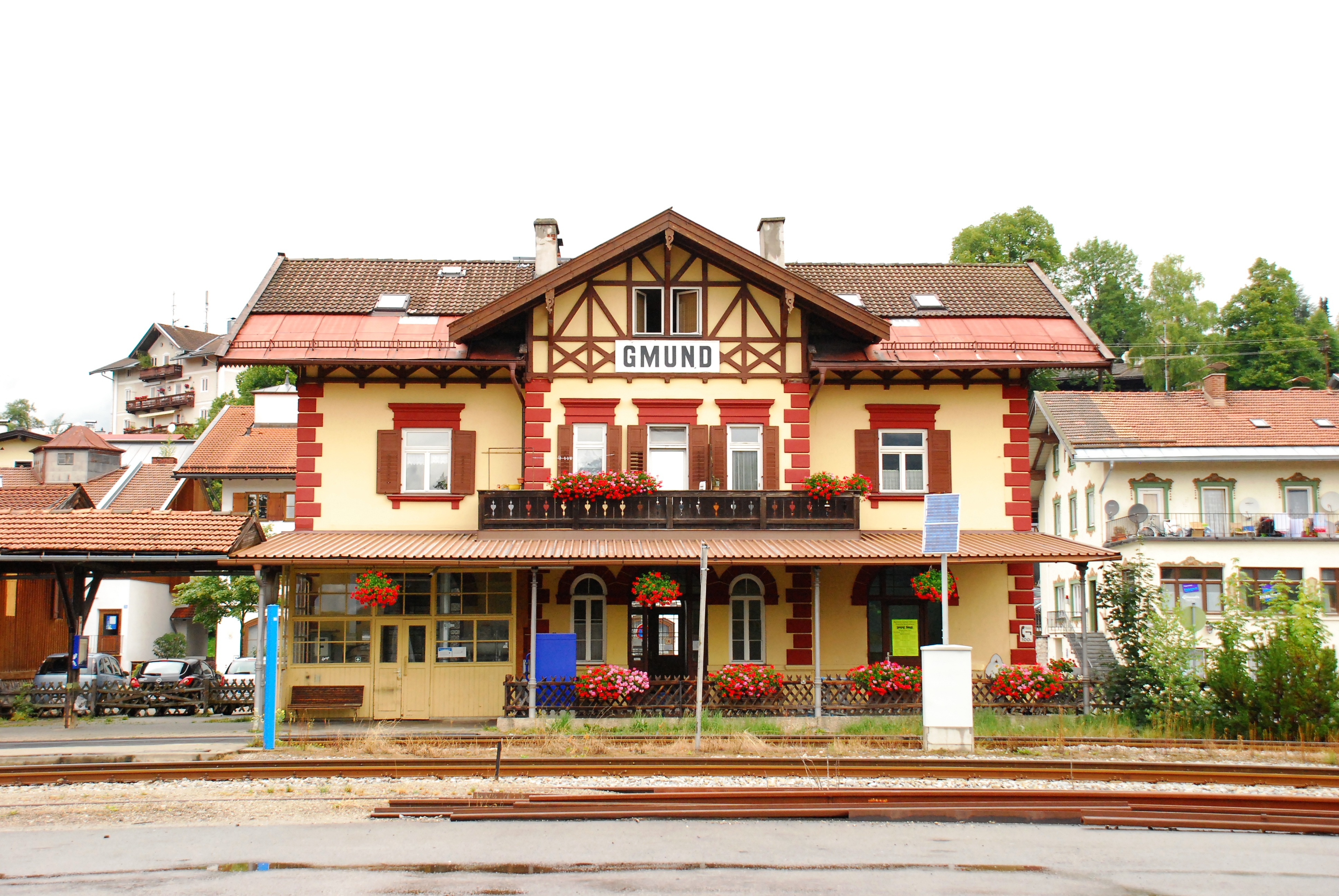
Südseite des Bahnhofs in Gmund

Der Bahnhof Gmund (Tegernsee) (Lage) bei Streckenkilometer 7,7 liegt im oberbayerischen Pfarrdorf Gmund am Tegernsee. Das denkmalgeschützte Empfangsgebäude des um 1883 errichteten und bis 1902 als Endpunkt der Strecke fungierenden Bahnhofs ist ein zweigeschossiger Bau mit überstehendem Flachsatteldach. Die südliche, zu den Gleisen gewandte Seite prägt ein Giebelrisalit. Fenster- und Türrahmen spielen mit Formen der Neorenaissance.

#### St. Quirin
Ursprünglich gab es im Gmunder Ortsteil St. Quirin einen eigenen Haltepunkt. Dieser wurde bereits vor vielen Jahren aufgelassen.

#### Tegernsee

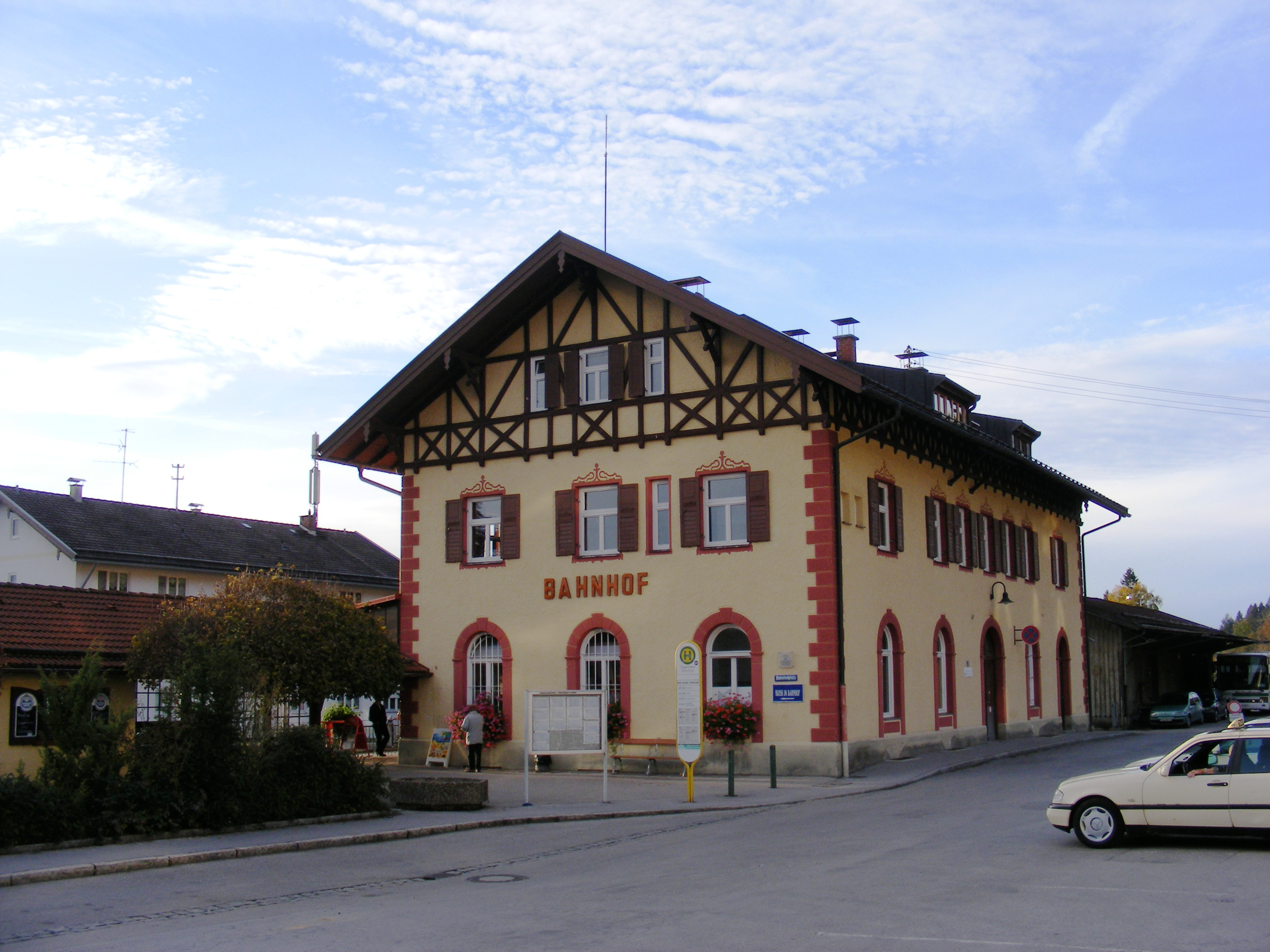
Bahnhof Tegernsee

Das Empfangsgebäude des Endbahnhofs der Strecke (Lage) ist ein Satteldachbau mit breiten Quergiebeln, das im Jahr 1902 im Heimatstil mit Zierfachwerk und Putzornamenten erbaut wurde. Die Bahnsteighalle hat ein eisernes Bahnsteiggitter. In Tegernsee befand sich ein mechanisches Stellwerk. Im Bahnhofsgebäude ist heute der Bedienraum eines ESTW, das die gesamte Strecke steuert.